# Yulika Krausz
Enriquetta Yulika Hernández Krausz (14 de octubre de 1958), mejor conocida bajo el nombre artístico de Yulika Krausz, es una actriz, comediante, locutora y profesora de actuación y doblaje venezolana de ascendencia húngara. Con una destacada trayectoria en Cine, doblaje, teatro y televisión.
Fue durante 16 años una de las principales humoristas femeninas de la cadena de televisión: Venevisión, en el famoso programa Bienvenidos creado por Miguel Ángel Landa. Es también tía del vocalista de Barco Basurero.

## Filmografía

### Series animadas
- Drama Total: La Guardería – Abuela de Leshawna
- Steven Universe Future – Diamante Amarillo
- Steven Universe – Circones
- Rick y Morty – Voces adicionales
- Zuzubalandia – Bruja
- Slayers (Los Justicieros) - Hechicera Kari.

### Telenovelas
- Diana Carolina (1984)
- Amor de papel (1993)
- Guayoyo Express (2005)
- El gato tuerto (2007)
- Guerreras y Centauros (2015)

### Cine
- Cangrejo (1982)
- La gata borracha (1983)
- Mariposas S.A. (1986)
- inocente y delincuente (1987)
- Los años del miedo (1987)
- Golpes a mi puerta (1994)
- Rosa de Francia (1995)
- Libertador Morales: Justiciero (2009)
- Muerte suspendida (2015)
- Que buena broma, Bromelia (2022)

### Programas de humor
- Bienvenidos (1986-2000)
- Dr. Cándido Pérez: Médico de Señoras (1987)
- Hotel de locura (2011)